# نمایش ۸
نمایش ۸ (انگلیسی: The 8 Show; کره‌ای: 더 에이트 쇼) یک مجموعه تلویزیونی محصول کره جنوبی در سال ۲۰۲۴ به نویسندگی و کارگردانی هان جه ریم و با بازی ریو جون یول، چون وو هی، پارک جونگ مین، لی یول اوم، پارک هه جون، لی جو یونگ، مون جونگ هی و به سونگ وو است. این مجموعه بر پایه وب‌تون‌هایی در ناور وب‌تون به نام‌های مانی گیم و پای گیم است. نمایش ۸ در ۲۸ اردیبهشت ۱۴۰۳ (۱۷ مه ۲۰۲۴) در نتفلیکس منتشر شد و به‌طور کلی نقدهای مثبتی دریافت کرد.

## بازیگران
- ریو جون یول در نقش طبقه سوم / به جین سو[۳]
- چون وو هی در نقش طبقه هشتم[۳] / Se-ra
- پارک جونگ مین در نقش طبقه هفتم[۳] / یو فیلیپ
- لی یول اوم در نقش طبقه چهارم[۳] / کیم یانگ
- پارک هه جون در نقش طبقه ششم[۳]
- لی جو یونگ در نقش طبقه دوم[۳]
- مون جونگ هی در نقش طبقه پنجم[۳]
- به سونگ وو در نقش طبقه اول[۳]